# PC Master Race
PC Master Race o la raza superior de PC, a veces referida como The Glorious PC Gaming Master Race o la gloriosa raza superior de jugadores de PC, es una expresión humorística utilizada por la comunidad de videojugadores para hacer referencia a una atribuida superioridad de la experiencia de juego en PC en comparación con otras plataformas, especialmente las consolas.
En el lenguaje corriente, el término es empleado por los jugadores de esta plataforma para describirse como grupo, manifestando su convicción de la supremacía de las computadoras para jugar, mientras que con el mismo tono burlesco describen a los usuarios de consolas como sucios campesinos de consola (dirty console peasants).
En los foros de Internet y prensa especializada en videojuegos hispanohablantes el término ha emergido en forma de préstamo lingüístico, utilizándose mayoritariamente la voz inglesa como un extranjerismo no adaptado.

## Origen y uso
En 2008, en un contexto de discusiones participadas por periodistas sobre qué plataforma cuenta con mejores prestaciones, el escritor británico Ben Croshaw acuñó el término en un artículo para la revista en línea de videojuegos The Escapist, para la que analizaba el juego de rol The Witcher. Croshaw explicó que su intención inicial era la de mofarse de la actitud elitista de algunos jugadores de computadora en una suerte de sátira, pero la expresión se hizo tremendamente popular con un significado diferente al que originalmente señaló su autor. 
Los jugadores de PC la pasaron a usar para enorgullecerse de serlo y de formar parte de un colectivo de usuarios con la común opinión de que su opción de juego era superior a las consolas debido a sus muchas capacidades y ventajas. Entre ellas destacan una mayor tasa de imágenes o fotogramas por segundo, personalización, partidas en línea gratis, libertad para mejorar los equipos cuando quieran, emuladores, modding, compatibilidad y variedad de mandos de juego, títulos generalmente más baratos, compatibilidad con versiones antiguas, catálogo más variado y mayor longevidad de sus equipos así como el hecho de que todo software existente ha sido desarrollado en un PC.

Ejemplo de una computadora concebida para jugar videojuegos.

Mientras The Escapist contribuía a difundir su uso con su inclusión en artículos posteriores, los redactores de publicaciones mayoritarias relacionadas con el mundo del videojuego o las computadoras tendían a evitarla debido a sus connotaciones negativas. La creciente aceptación del término llevó a sitios web a incorporar Glorious PC Gaming Master Race o sus variantes a sus direcciones de Internet para promocionarse, entre ellos Valve Software, que vende juegos y material multimedia de distribución digital a través de su plataforma Steam. Para algunas fuentes, la expresión se ha convertido en un fenómeno de Internet.
También se trata de un punto de partida para los debates sobre la popularidad de las plataformas de videojuegos. Un reportaje de Julian Arenzon para Daily News sugirió que la distribución digital de juegos para computadora personal es cada vez más frecuente dentro de la comunidad de jugadores, y que ha habido una tendencia a alejarse de los sistemas de juego físico, ya sea en cartucho o en discos ópticos.
Por otra parte, el crítico Paul Tassi señaló en Forbes que, en la batalla de las plataformas, el PC tenía la ventaja de que es una «necesidad» para la vida cotidiana, mientras que las consolas son un «lujo» que cuesta cientos de dólares ofreciendo únicamente unos pocos juegos exclusivos dependiendo de la compañía.